# Laplace (Q111)
Pour les articles homonymes, voir Laplace.
Le Laplace (Q111) était un sous-marin de classe Lagrange de la Marine nationale française. Il a été construit entre 1913 et 1919 à l'arsenal de Rochefort et lancé le 12 août 1919. Terminé en 1921, le Laplace a servi jusqu'en 1935.

## Conception
Les quatre sous-marins de classe Lagrange, sont les derniers bâtiments issus des programmes votés avant la Première Guerre mondiale. Ils dérivent des Dupuy de Lôme, conçus avec une propulsion par turbines alimentées par vapeur afin d’avoir une bonne vitesse en surface, et peuvent plonger jusqu'à 50 mètres. Les premiers enseignements de la guerre conduisent à imposer une propulsion par moteur Diesel dès mars 1915, malgré une réduction de 3 à 4 nœuds de la vitesse en surface que cela entraîne.
Mesurant 75,2 mètres de long, avec une section transversale de 6,3 m et un tirant d'eau de 3,6 mètres, les sous-marins de la classe Lagrange pouvaient plonger jusqu'à 50 mètres de profondeur. Ils avaient un déplacement de 920 tonnes en surface et de 1 318 tonnes en immersion. La propulsion en surface était assurée par deux moteurs Diesel de 2 600 ch (1 939 kW) construits par la société suisse Sulzer. En plongée, la propulsion électrique était assurée par deux moteurs de 1 640 ch (1 223 kW). Il atteignait la vitesse de 16,5 nœuds (30,6 km/h) en surface et 11 nœuds (20 km/h) en immersion. Le rayon d'action était de 7 700 milles marins (14 300 km) à 9 nœuds (17 km/h) et de 4 000 milles marins (7 400 km) à 12 nœuds (22 km/h) en surface. En plongée, il n'était que de 70 milles marins (130 km) à 5 nœuds (9,3 km/h).
Ces navires étaient armés de huit tubes lance-torpilles de 450 mm (quatre à l'avant, deux à l'arrière et deux tubes externes), avec un total de dix torpilles à bord, et deux canons de pont de 75 mm avec une dotation de 440 obus. L'équipage se composait de 4 officiers et 43 marins.

## Engagements
Le Laplace a été nommé en l'honneur de l'astronome et mathématicien français Pierre-Simon de Laplace (1749-1827). Il porte le numéro de coque Q111, mais celui-ci n'apparaît pas sur son kiosque, qui porte l'abréviation de son nom : « LP ».
Il a été construit à l'arsenal de Rochefort. Commandé le 27 novembre 1913, il a été mis sur cale le 31 mai 1917, lancé le 12 août 1919 et achevé en 1921. Il est mis en service armé le 1er décembre 1923. De 1922 à 1923, le Laplace a subi une refonte majeure dans lequel il a reçu un nouveau kiosque, un pont et un périscope. Le Laplace a servi en mer Méditerranée jusqu'en 1935.
Mis en réserve normale début 1935, le 21 janvier, il est condamné le 19 avril 1939.